# Управленческое решение
Управленческое решение:
- важнейший вид управленческого труда, а также совокупность взаимосвязанных, целенаправленных и логически последовательных управленческих действий, которые обеспечивают реализацию управленческих задач[1];
- творческое, волевое действие субъекта управления, которое основывается на знании объективных законов в сфере функционирования управляемой системы и анализа информации об её функционировании.

Данное действие заключается в выборе цели, программы и способов деятельности коллектива в сфере разрешения проблемы или в сфере изменения цели. Управленческим называется решение, которое разрабатывается для социальной системы. Оно направлено на следующие аспекты:
- стратегическое планирование;
- управление управленческой деятельностью;
- управление человеческими ресурсами, такими как: производительность, активизация знаний и умений;
- управление (руководство, менеджмент) деятельности в области производства и обслуживания;
- обеспечение формирования системы управления предприятия (организации, компании);
- управленческое консультирование;
- управление (руководство, менеджмент) внутренних и внешних коммуникаций.

Управленческое решение — волевой акт, и логико-мыслительный, эмоционально-психологический процесс.

## Классификация управленческих решений
Управленческие решения классифицируются:
- по степени распространённости проблемы;
- актуальности цели;
- сфере воздействия;
- сроку реализации;
- прогнозируемым последствиям;
- характеру использованной информации;
- методике в области разработки решения;
- количеству критериев выбора;
- форме принятия решений;
- методу фиксации конечного результата.

## Требования, предъявляемые к управленческим решениям[5]
Требования, предъявляемые к управленческим решениям:
- Научная обоснованность;
- Непротиворечивость;
- Своевременность;
- Адаптивность;
- Реальность.

## Условия, при которых вырабатываются качественные управленческие решения[6]
Условия, при которых вырабатываются качественные управленческие решения:
- использование при их разработке научных подходов в области менеджмента;
- предварительный анализ в сфере влияния экономических законов на эффективный аспект конкретного управленческого решения;
- обеспечение процесса информирования лица, которое принимает управленческое решение, необходимыми, проверенными данными;
- организация применения методов функционально-стоимостного анализа, прогнозирования, моделирования и экономического обоснования каждого конкретного управленческого решения;
- осуществление структуризации проблемы и дальнейшее построение дерева целей;
- обеспечение возможности в плане сравнимости вариантов решений;
- предоставление вариантности решений;
- обоснованность принимаемого решения с точки зрения правового процесса;
- обеспечение автоматизации процесса по сбору и обработке информации, а также процесса по разработке и реализации принимаемого решения;
- механизм разработки и функционирования системы по обеспечению ответственности, а также мотивации качественного и эффективного решения;
- обеспечение функционирования механизма реализации принимаемого решения.

## Эффективность управленческого решения
Эффективность управленческого решения определяется по следующим параметрам:
- Решение исходит из реальных целей;
- Для осуществления решения имеется необходимое количество времени и ресурсы;
- Его можно применить к конкретным условиям среднестатистической организации;
- Заранее продуманы рисковые ситуации;
- Решение по прогнозам не создает конфликтные ситуации;
- Учитывается возможность изменений в деловом и фоновом окружении управленческого решения;
- Оно предоставляет возможность в плане осуществления контроля исполнения.